# Rovné (Humenné)
Rovné (em húngaro: Zemplénróna) é um município da Eslováquia, situado no distrito de Humenné, na região de Prešov. Tem 8,1 km² de área e sua população em 2018 foi estimada em 452 habitantes.

## Demografia
| Ano:        | 1994 | 2004   | 2014   | 2024   |
| ----------- | ---- | ------ | ------ | ------ |
| Broj ljudi: | 490  | 472    | 446    | 462    |
| Razlika:    |      | -3,67% | -5,50% | +3,58% |

| Ano:               | 2023 | 2024   |
| ------------------ | ---- | ------ |
| Número de pessoas: | 465  | 462    |
| Diferença:         |      | -0,64% |